# 卵羽玉龙蕨
卵羽玉龙蕨（学名：Sorolepidium ovale）为鳞毛蕨科玉龙蕨属下的一个种。

## 扩展阅读
- 維基物種上的相關：卵羽玉龙蕨